# ایمنی خودرو

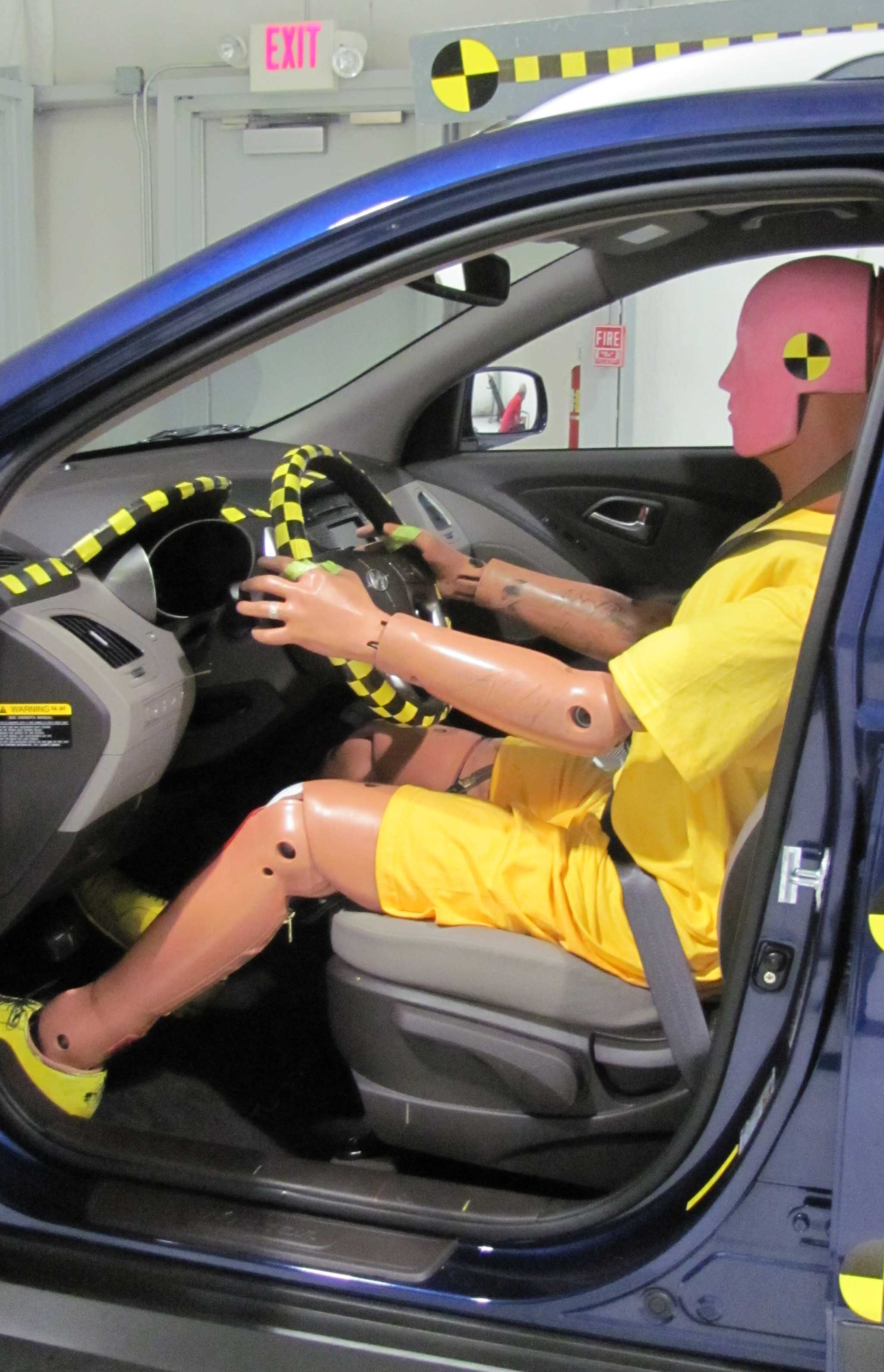
تست تصادف یکی از مولفه‌های ایمنی خودرو است.

ایمنی خودرو مطالعه و تمرین طراحی، ساخت، تجهیزات و مقررات برای به حداقل رساندن وقوع و پیامدهای تصادفات ترافیکی با وسایل نقلیه موتوری است. ایمنی ترافیک جاده به‌طور گسترده‌تری شامل طراحی جاده می‌شود.
یکی از اولین مطالعات رسمی دانشگاهی در زمینه بهبود ایمنی وسایل نقلیه موتوری توسط آزمایشگاه هوانوردی کورنل (Cornell Aeronautical Laboratory) در بوفالو، نیویورک انجام شد. نتیجه اصلی گزارش گسترده آنها اهمیت حیاتی کمربند ایمنی و داشبوردهای پوشیده شده‌است.موضوع اصلی مرگ و میر و جراحات مرتبط با ترافیک، وزن و سرعت نامتناسب خودروها می‌باشد.
طبق گزارش سازمان جهانی بهداشت (WHO)، ۸۰ درصد خودروهای فروخته شده در جهان با استانداردهای اصلی ایمنی مطابقت ندارند. تنها ۴۰ کشور مجموعه کاملی از هفت مقررات مهم ایمنی خودرو را پذیرفته‌اند.
در ایالات متحده، هر ۸ دقیقه یک عابر پیاده توسط یک وسیله نقلیه موتوری مجروح می‌شود و احتمال کشته شدن سرنشینان آن در تصادف یک وسیله نقلیه موتوری در هر گردش، ۱٫۵ برابر بیشتر است.
بهبود در طراحی جاده‌ها و وسایل نقلیه موتوری به‌طور پیوسته میزان جراحات و مرگ و میر را در همه کشورهای جهان اول کاهش داده‌است. با این وجود، تصادفات رانندگی علت اصلی مرگ و میر ناشی از جراحات است که در مجموع ۱٫۲ میلیون نفر در سال ۲۰۰۴، یا ۲۵٪ از کل همه علل‌های تصادف تخمین زده می‌شود.
نزدیک به دو سوم از کشته شدگان توسط خودروها عابران پیاده هستند. تئوری جبران ریسک (Risk compensation) در استدلال علیه وسایل ایمنی، مقررات و اصلاحات وسایل نقلیه علیرغم اثربخشی نجات جان افراد مورد استفاده قرار گرفته‌است.
ائتلاف‌هایی برای ارتقای ایمنی جاده‌ها و خودروها، مانند با هم برای جاده‌های ایمن Together for Safer Roads (TSR)، شرکت‌های بخش خصوصی جهانی را در سراسر صنایع گرد هم می‌آورد تا در بهبود ایمنی جاده‌ها همکاری کنند. TSR دانش، داده‌ها، فناوری و شبکه‌های جهانی اعضا را گرد هم می‌آورد تا بر پنج حوزه ایمنی جاده‌ای تمرکز کند که در سطح جهانی و در جوامع محلی تأثیرگذار خواهد بود.
روند رو به رشد وسایل خودران عمدتاً ناشی از حرکت به سمت خودروی خودران است که هم به مسائل اصلی ایمنی موجود می‌پردازد و هم مسائل جدیدی را ایجاد می‌کند. انتظار می‌رود خودروی خودران با حذف خطرناک‌ترین عنصر یعنی راننده، ایمن تر از وسایل نقلیه موجود باشد.
مرکز اینترنت و جامعه در دانشکده حقوق استنفورد ادعا می‌کند که "حدود نود درصد تصادفات وسایل نقلیه موتوری حداقل تا حدی ناشی از خطای انسانی است ". اما در حالی که استانداردهای ایمنی مانند ISO 26262 ایمنی مورد نیاز را مشخص می‌کند، هنوز هم نشان دادن ایمنی قابل قبول بر دوش صنعت است.

## رانندگی برای اشتغال
تصادفات جاده ای ناشی از کار علت اصلی مرگ و میر ناشی از صدمات تروماتیک در محل کار ایالات متحده است. تصادفات جاده‌ای بین سال های ۱۹۹۲ تا ۲۰۰۰ میلادی حدود ۱۲۰۰۰ مورد مرگ را به خود اختصاص دادند. مرگ و میر و جراحات ناشی از این تصادفات جاده ای علاوه بر تلفات آنها در انسان، منجر به افزایش هزینه برای کارفرمایان و از دست دادن بهره‌وری می‌شود. رانندگان کامیون نسبت به کارگران سایر مشاغل میزان مرگ و میر بالاتری را تحمل می‌کنند، اما نگرانی در مورد ایمنی وسایل نقلیه موتوری در محل کار به مواردی که در اطراف کار کامیون‌های بزرگ وجود دارد محدود نمی‌شود.
کارگران خارج از صنعت حمل‌ونقل موتوری به‌طور معمول وسایل نقلیه متعلق به شرکت را برای تحویل، تماس‌های فروش و تعمیر، بازدید از مشتری و غیره اداره می‌کنند. در این موارد، کارفرمایی که وسیله نقلیه را ارائه می‌کند،
عموماً نقش عمده‌ای در تنظیم سیاست ایمنی، نگهداری و آموزش دارد . در رانندگی غیر شغلی، رانندگان جوان به ویژه در معرض خطر هستند. در محل کار، ۴۵ درصد از تمام صدمات کشنده به کارگران زیر ۱۸ سال بین سال‌های ۱۹۹۲ تا ۲۰۰۰ میلادی در ایالات متحده آمریکا ناشی از حوادث حمل و نقل بوده.

## ایمنی فعال و غیرفعال
اصطلاحات «فعال» و «غیرفعال» اصطلاحات ساده اما مهم در دنیای ایمنی خودرو هستند. «ایمنی فعال» برای اشاره به فناوری کمک به جلوگیری از تصادف و «ایمنی غیرفعال» به اجزای خودرو (عمدتاً کیسه‌های هوا، کمربند ایمنی و ساختار فیزیکی خودرو) است که به محافظت از سرنشینان در هنگام تصادف کمک می‌کند.

### جلوگیری از تصادف
سیستم‌ها و دستگاه‌های جلوگیری از تصادف به راننده کمک می‌کنند - و به‌طور فزاینده‌ای به خود وسیله نقلیه کمک می‌کنند تا از تصادف جلوگیری کند. این دسته شامل:
- چراغ‌های جلو، بازتابنده‌ها و سایر چراغ‌ها و سیگنال‌های خودرو
- آینه‌های خودرو
- و سیستم‌های ترمز، فرمان و تعلیق خودرو می‌باشد.

#### کمک راننده
یکی از زیرمجموعه‌های پیشگیری از تصادف، سیستم‌های کمک راننده هستند که به راننده کمک می‌کنند تا موانع را شناسایی کرده و خودرو را کنترل کند. سیستم‌های کمک راننده عبارتند از:
- سیستم تشخیص هوشیاری راننده (DADS) برای کمک به جلوگیری از تصادفات ناشی از خستگی، عدم هوشیاری یا حواس‌پرتی[۱۱]
- سیستم های ترمز خودکار برای جلوگیری یا کاهش شدت برخورد.
- سیستم‌های دید در شب مادون قرمز برای افزایش فاصله دید فراتر از محدوده چراغ‌های جلو
- چراغ‌های جلوی تطبیق شونده که جهت و برد پرتوهای چراغ‌های جلو را کنترل می‌کنند تا مسیر راننده را در منحنی‌ها روشن کنند و فاصله دید را بدون کور کردن نسبی سایر رانندگان به حداکثر برسانند.
- خسگرهای پارک و دنده عقب، که به رانندگان درمورد اشیایی که به سختی در مسیرشان هنگام عقب رفتن موجود است هشدار می‌دهند.
- دوربین پشتیبان و دنده عقب
- کنترل پیمایش سازگار که فاصله ایمن را از خودروی جلویی حفظ می‌کند
- سیستم‌های هشدار خروج از خط جاده برای هشدار به راننده در مورد خروج ناخواسته از مسیر مورد نظر
- سیستم‌های نظارت بر فشار باد تایر یا TPMS
- سیستم‌های کنترل کشش (Traction control systems) که در صورت شروع چرخش چرخ‌های محرک، کشش را بازیابی می‌کنند
- کنترل پایداری الکترونیکی، که برای جلوگیری از از دست دادن کنترل قریب‌الوقوع مداخله می‌کند
- سیستم‌های ترمز ضد قفل
- سیستم‌های توزیع الکترونیکی نیروی ترمز
- سیستم‌های کمکی ترمز اضطراری
- سیستم‌های کنترل ترمز در پیچ‌ها
- سیستم‌های کنترل سرعت و اندازه‌گیری فاصله ایمن مطمئن با دیگر خودروها
- سیستم جلوگیری از برخورد
- سامانه پارک خودکار خودرو
- سیستم‌های حسگر تشخیص موانع به راننده اطلاع می‌دهند که وسیله نقلیه آن‌ها چقدر به یک جسم نزدیک است - معمولاً اندازه‌گیری فاصله را به اینچ ارائه می‌دهند تا اینکه چقدر نزدیک هستند.

### قابلیت حفاظت از تصادف یا Crashworthiness

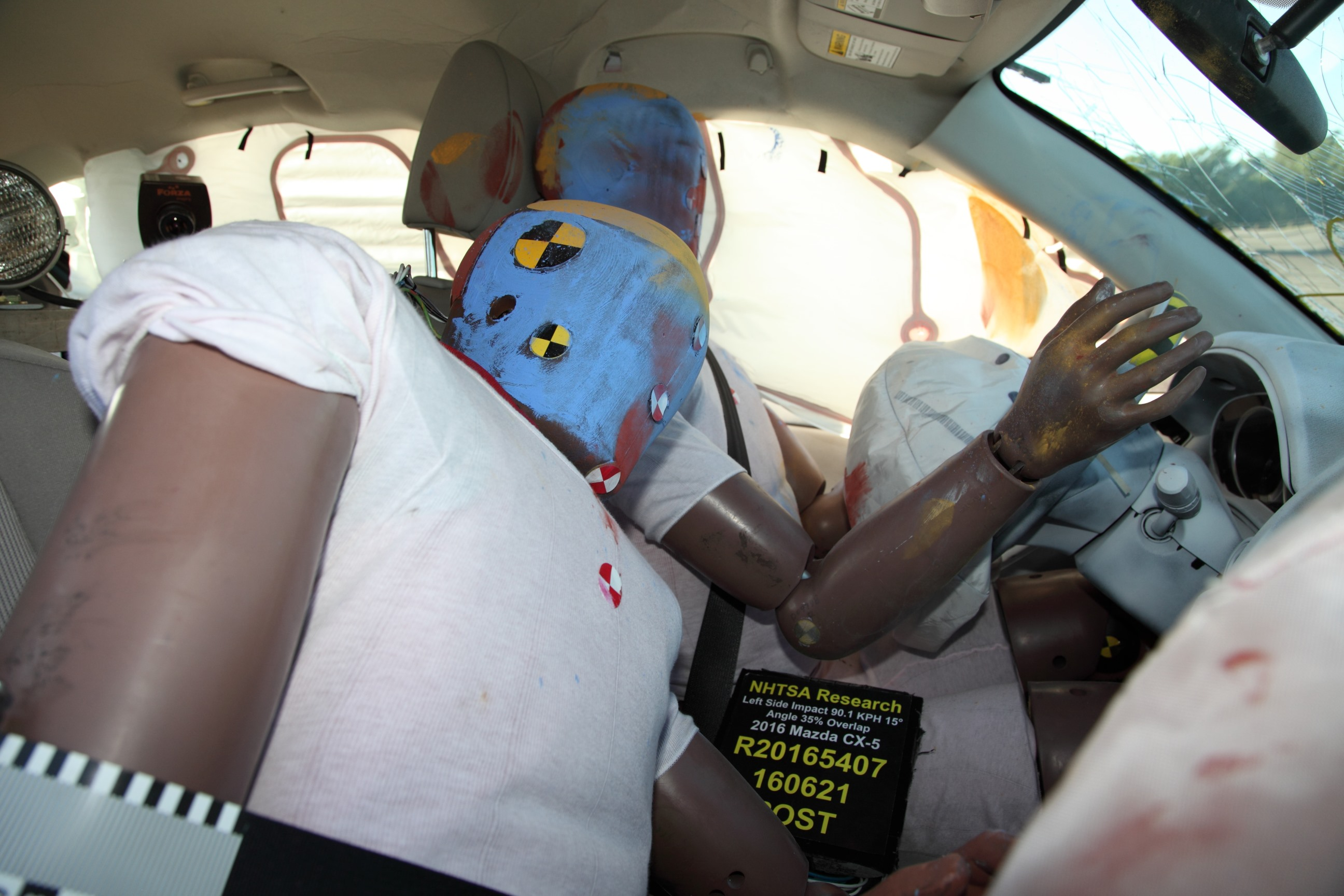
دستگاه‌های ایمنی غیرفعال در کراس اوور مزدا CX-5 در حال آزمایش قرار می‌گیرند.

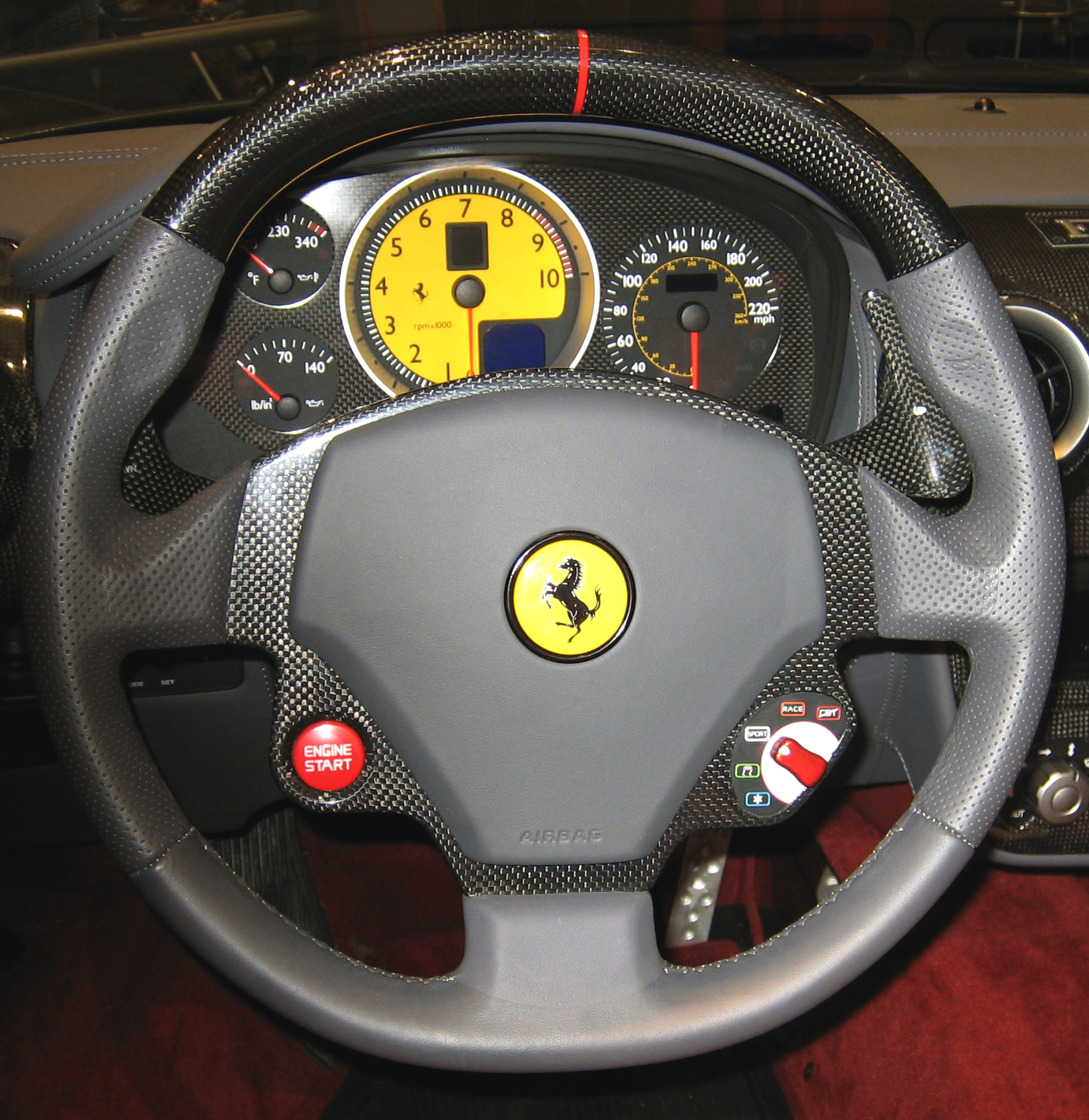
فرمان فراری F430 با کیسه هوا

هنگامی که تصادف قریب‌الوقوع است یا واقعاً اتفاق می‌افتد، سیستم‌ها و دستگاه‌های حفاظت از تصادف از صدمات جلوگیری می‌کنند یا از شدت آن می‌کاهند. تحقیقات زیادی با استفاده از آدمک‌های آزمایش تصادف انسانی انجام شده‌است.
کمربندهای ایمنی حرکت رو به جلو سرنشین را محدود می‌کنند، برای جذب انرژی کشش می‌یابند، تا زمان شتاب منفی سرنشین را در تصادف طولانی کنند و بار روی بدن سرنشینان را کاهش دهند. آنها از بیرون راندن سرنشینان از خودرو جلوگیری می‌کنند و از قرار گرفتن آنها در موقعیت صحیح برای عملکرد کیسه‌های هوا اطمینان حاصل می کنند.
کیسه‌های هوا باد می‌شوند تا از ضربه سرنشینان خودرو به قسمت‌های مختلف داخل خودرو جلوگیری کنند. مهم‌ترین آن جلوگیری از برخورد مستقیم سر راننده با فرمان و ستون در است.
شیشه‌های جلوی لمینت در هنگام ضربه به صورت یک تکه باقی می‌مانند و از نفوذ سر سرنشینان بدون کمربند جلوگیری می‌کنند و شفافیت حداقل اما کافی را برای کنترل خودرو بلافاصله پس از برخورد را حفظ می‌کنند. شیشه‌های سکوریت شده کناری و عقب به جای اینکه مانند شیشه‌های معمولی به قطعات دندانه دار با لبه‌های بسیار تیز تبدیل شوند، به ریزدانه‌هایی با خطر کمتر تبدیل می‌شوند.
مناطق با قابلیت مچاله شدن یا Crumple zones نیروی برخورد را جذب و از بین می‌برند، آن را جابه‌جا می‌کنند و از محفظه سرنشین دور می‌کنند و نیروی ضربه شتاب منفی روی سرنشینان خودرو را کاهش می دهند. خودروها شامل مناطق مچاله شدن جلو، عقب و شاید جانبی (مانند Volvo SIPS) نیز خواهند بود.
محفظه ایمنی - محفظه سرنشینان با مواد با استحکام بالا در مکان‌هایی که در معرض بارهای زیاد در تصادف هستند تقویت شده‌است تا فضای بقا برای سرنشینان خودرو حفظ شود. Footwell intrusion یکی از حالت‌های شکست شناخته شده محفظه ایمنی است و میله‌های ضد نفوذ یکی از اجزای محافظت در برابر ضربه‌های جانبی و تصادف از پهلو هستند.
ستون‌های فرمان با اتصال کلی و جهانی تاشو، همراه با کیسه هوای فرمان. سیستم فرمان در پشت محور جلو نصب شده‌است - پشت و توسط منطقه با قابلیت مچاله شدن جلو محافظت می‌شود. این امر خطر و شدت ضربه راننده یا حتی ضربه زدن به ستون را در هنگام تصادف از جلو کاهش می دهد.
سیستم‌های حفاظت از عابر پیاده.
بالشتک پانل ابزارها و سایر قطعات خودرو در مناطقی که احتمال برخورد سرنشینان در هنگام تصادف وجود دارد، و قرار دادن دقیق براکت‌های نصب دور از آن مناطق.
موانع و محافظات بار Cargo barriers گاهی برای ایجاد یک مانع فیزیکی بین محفظه مسافر و محفظه بار در وسایل نقلیه مانند SUV، واگن‌های استیشن و وانت نصب می‌شوند. این موارد به جلوگیری از صدمات ناشی از برخورد محموله‌های ناامن به سرنشینان کمک می‌کند. آنها همچنین می‌توانند به جلوگیری از ریزش سقف در صورت واژگونی وسیله نقلیه کمک کنند.

### بقای پس از تصادف
بقای پس از تصادف، شانس زنده ماندن رانندگان و مسافران از تصادف پس از وقوع آن است. فناوری مانند Advanced Automatic Collision Notification می‌تواند به‌طور خودکار با خدمات اضطراری تماس گرفته و اطلاعات مربوط به برخورد خودرو را ارسال کند.

### ایمنی عابر پیاده

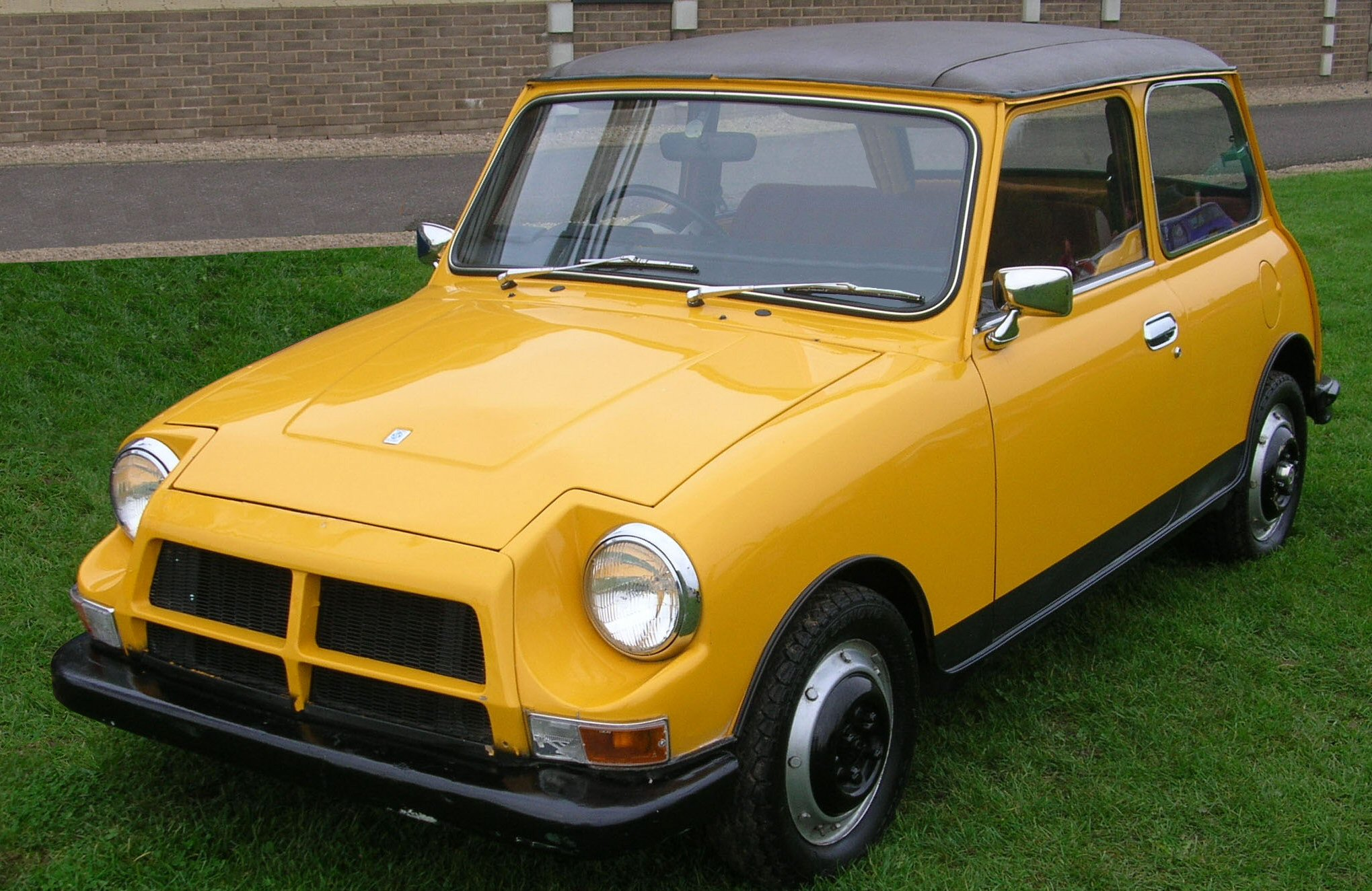
خودروی ایمنی آزمایشی Mini Clubman 1974 با طراحی جلویی «عابرپیاده پسند».

خودروها برای عابران پیاده بسیار خطرناک تر از رانندگان و مسافران هستند. دو سوم از ۱٫۳ میلیون مرگ و میر سالانه ناشی از خودرو عابران پیاده هستند. حداقل از اوایل دهه ۱۹۷۰ میلادی، توجه ای به طراحی وسیله نقلیه در رابطه با ایمنی عابران پیاده در تصادفات اتومبیل و عابر پیاده شده‌است. پیشنهادها در اروپا مستلزم این است که خودروهایی که در آنجا فروخته می‌شوند دارای حداقل/حداکثر ارتفاع کاپوت باشند. از سال ۲۰۰۶ میلادی، استفاده از "bull bars "، یک طراحی دکوری در خودروهای 4x4 و SUV، در اتحادیه اروپا غیرقانونی شد و قبل تر از سال ۲۰۰۲ میلادی ساخت خودروهای جدیدی با این قابلیت ممنوع بوده.

### نمایان بودن

#### چراغ ها
وسایل نقلیه مجهز به انواع چراغ‌ها و بازتابنده‌ها هستند تا حضور، موقعیت، عرض، طول و جهت حرکت خود را مشخص کنند و همچنین قصد و اقدامات راننده را به سایر رانندگان منتقل کنند. اینها شامل چراغ‌های جلو و عقب خودرو، چراغ‌های نشانگر جانبی و بازتابنده‌ها، چراغ‌های راهنما، لامپ‌های توقف (ترمز) و لامپ‌های دنده عقب و حرکت معکوس می‌شوند. اتوبوس‌های مدرسه و کامیون‌های نیمه سنگین در آمریکای شمالی باید نوارهای بازتابنده‌ای را داشته باشند که حاشیه‌های کناری و عقبی وسیله نقلیه را مشخص می‌کند و در شب بیشتر نمایان می‌شود.
لامپ‌های چراغ روز در کشورهای شمال اروپا از اواسط دهه ۱۹۷۰ میلادی، در کانادا از سال ۱۹۹۰ میلادی، و در سراسر اتحادیه اروپا از ۷ فوریه ۲۰۱۱ میلادی مورد نیاز بوده‌اند.

#### رنگ خودرو
مقاله ای در سال ۲۰۰۴ میلادی در مورد رابطه بین رنگ خودرو و ایمنی بیان کرد که هیچ مطالعه قبلی از نظر علمی قطعی نبوده‌است. از آن زمان، یک مطالعه سوئدی نشان داد که خودروهای صورتی کمترین و خودروهای مشکی بیشترین تصادفات را داشته‌اند (Land transport NZ 2005). در اوکلند نیوزلند، یک مطالعه نشان داد که میزان آسیب جدی در اتومبیل‌های نقره‌ای به میزان قابل‌توجهی کمتر و در اتومبیل‌های قهوه‌ای، مشکی و سبز بیشتر است. مطالعه رنگ خودرو، که توسط مرکز تحقیقات تصادفات دانشگاه موناش (MUARC) انجام شد و در سال ۲۰۰۷ میلادی منتشر شد، ۸۵۵۲۵۸ تصادف را که بین سال‌های ۱۹۸۷ میلادی تا ۲۰۰۴ میلادی در ایالت ویکتوریا استرالیا و ایالات‌های غربی استرالیا رخ داد و منجر به جراحت یا یدک‌کش شدن وسیله نقلیه شد را تجزیه و تحلیل کرد. این مطالعه خطر را بر اساس شرایط نوری مورد تجزیه و تحلیل قرار داد. این نشان داد که در نور روز، خودروهای مشکی ۱۲ درصد بیشتر از سفید درگیر تصادف هستند، پس از آن خودروهای خاکستری با ۱۱ درصد، خودروهای نقره ای با ۱۰ درصد و خودروهای قرمز و آبی با ۷ درصد، و هیچ رنگی نبود که به‌طور قابل توجهی بیشتر یا کمتر از ماشین‌های سفید خطرناک باشد. در سپیده دم یا غروب، نسبت ریسک برای خودروهای سیاه رنگ به احتمال ۴۷ درصد بیشتر از رنگ سفید و برای خودروهای نقره ای به ۱۵ درصد افزایش یافت. در ساعت‌های تاریکی، تنها خودروهای قرمز و نقره‌ای به‌ترتیب ۱۰ و ۸ درصد به‌طور قابل‌توجهی خطرناک‌تر از سفید بودند.

### ویژگی‌های ایمنی استفاده نشده
بسیاری از اختراعات و ایده‌های مختلف که ممکن است در مورد ایمنی خودرو عملی بوده یا نباشند، ارائه شده‌اند، اما هرگز به یک خودروی تولیدی راه پیدا نکردند. چنین مواردی شامل صندلی راننده در وسط (برای اینکه دید بهتری به فرد بدهد) (به استثنای سوپر ماشین مک لارن F1) و فرمان همانند کنترل دسته بازی است.

## گرایش‌های ایمنی
علیرغم پیشرفت‌های تکنولوژیکی، سالانه حدود ۳۴۰۰۰ نفر در ایالات متحده جان خود را از تصادفات دست می‌دهند اگرچه نرخ مرگ و میر به ازای هر وسیله نقلیه ثبت شده و به ازای هر مسافت طی شده توسط وسیله نقلیه به‌طور پیوسته از زمان ظهور مقررات قابل توجه خودرو و راننده کاهش یافته‌است و تعداد خام تلفات به‌طور کلی به‌دلیل عملکرد افزایش جمعیت و وسایل نقلیه بیشتر در جاده‌ها افزایش می‌یابد.
با این حال، افزایش شدید قیمت سوخت و تغییرات مرتبط رفتاری رانندگان، تلفات بزرگراهی سال‌های ۲۰۰۷–۲۰۰۸ را در ایالات متحده به زیر تعداد تلفات سال ۱۹۶۱ کاهش داد. دعواهای قضایی در مبارزه برای الزام خودروهای ایمن تر نیز نقش اساسی داشته‌اند.
ایمنی همچنین یک مسئله بزرگ در اتحادیه اروپا (EU 28) با ۲۵۲۴۹ کشته و حدود ۱۳۰۰۰۰ جراحات جدی به ترتیب در سال ۲۰۱۸ و ۲۰۱۷ بوده‌است. به‌طور کلی، بین سال‌های ۲۰۰۱ میلادی تا ۲۰۱۸ میلادی، تقریباً ۵۰ درصد کاهش مرگ و میر جاده‌ای در اتحادیه اروپا از ۵۵۰۹۲ نفر در سال ۲۰۰۱ به رقم کنونی ۲۵۲۴۹ نفر کاهش یافته‌است. از نظر میلیون‌ها نفر زندگی کننده و شهروند، در سال ۲۰۱۸، میانگین اتحادیه اروپا این بود که ۴۹ نفر در هر میلیون نفر در جاده‌ها جان خود را از دست دادند. رومانی بدترین ارقام را در این زمینه داشت و در سال ۲۰۱۸ میلادی، ۹۶ نفر از یک میلیون نفر در جاده‌ها جان خود را از دست دادند، بلژیک با میانگین ۵۲ مرگ در میلیون نفر و بریتانیا با ۲۸ نفر بهترین امتیاز را به خود اختصاص داد.

### مقایسه بین‌المللی
در سال ۱۹۹۶ میلادی، ایالات متحده حدود ۲ مرگ در هر ۱۰۰۰۰ وسیله نقلیه موتوری داشت، در مقایسه با ۱٫۹ در آلمان، ۲٫۶ در فرانسه و ۱٫۵ در بریتانیا. در سال ۱۹۹۸ میلادی، ۳۴۲۱ تصادف مرگبار در بریتانیا رخ داد که کمترین تصادف از سال ۱۹۲۶ بوده‌است. در سال ۲۰۱۰ میلادی این تعداد به ۱۸۵۷ کاهش یافت و به طرح جایگزینی خودروهای فرسوده آن کشور در ۲۰۰۹–۲۰۱۰ نسبت داده شد.
پیشتازی ایمنی ترافیک قابل توجهی که ایالات متحده از دهه ۱۹۶۰ میلادی از آن برخوردار بود، تا سال ۲۰۰۲ میلادی به‌طور قابل توجهی کاهش یافت، و رشد و بهبود آماری ایالات متحده در جایگاه شانزدهم پس از استرالیا، اتریش، کانادا، دانمارک، فنلاند، آلمان، بریتانیا، ایسلند، ژاپن، لوکزامبورگ، هلند، نیوزلند، نروژ، سوئد و سوئیس از نظر مرگ و میر در هر هزار وسیله نقلیه عقب بود. آمریکا در هر ۱۰۰ میلیون مایل طی شده توسط وسیله نقلیه از رتبه اول به رتبه دهم سقوط کرد.

### مشخصات ایمنی ایالات متحده
ایمنی حمل و نقل در ایالات متحده توسط آژانس‌های مختلف نظارت می‌شود.
داده‌های جمع‌آوری‌شده توسط دولت، مانند سیستم گزارش‌دهی تجزیه و تحلیل مرگ‌ومیر ایالات متحده، نشان می‌دهد که سایر کشورها در طول زمان به بهبود عملکرد ایمنی بیشتر از آنچه در ایالات متحده دست یافته‌اند، دست یافته‌اند:

داده‌های جدول بالا که داده‌های سیستم گزارش‌دهی تحلیل مرگ‌ومیر ایالات متحده را نشان می‌دهد

|              | 'تلفات ۱۹۷۹ میلادی' | تلفات ۲۰۰۲ میلادی | 'درصد تغییر' |
| ایالات متحده | ۵۱٬۰۹۳              | ۴۲٬۸۱۵            | -۱۶٫۲٪       |
| انگلستان     | ۶٬۳۵۲               | ۳٬۴۳۱             | -۴۶٫۰٪       |
| کانادا       | ۵٬۸۶۳               | ۲۹۳۶              | -۴۹٫۹٪       |
| استرالیا     | ۳٬۵۰۸               | ۱٬۷۱۵             | -۵۱٫۱٪       |

## مسائل مربوط به گروه‌های جمعیتی خاص

### زنان باردار
در دوران بارداری، زنان باید به درستی از کمربند ایمنی و کیسه هوا استفاده کنند. یک مطالعه دانشگاه میشیگان نشان داد که «زنان باردار بدون محدودیت در خودرو یا به‌طور نامناسب محدود شده نسبت به زنان باردار که به درستی مهار شده‌اند، ۵٫۷ برابر بیشتر احتمال دارد که عواقب نامطلوب جنینی ناشی از تصادف را داشته باشند.» اگر کمربندهای ایمنی به اندازه کافی بلند نیستند، لوازم جانبی از سازنده خودرو یا یک تأمین کننده پس از فروش در دسترس هستند.

### نوزادان و کودکان
کودکان چالش‌های مهمی در مهندسی و تولید وسایل نقلیه ایمن دارند، زیرا اکثر کودکان به‌طور قابل توجهی کوچکتر و سبک‌تر از اکثر بزرگسالان هستند. به علاوه، کودکانی که به اندازه بزرگسالان کوچک نیستند، هنوز یک سیستم اسکلتی توسعه نیافته دارند. این بدان معناست که سیستم‌های نگهدارنده خودرو مانند کیسه‌های هوا و کمربند ایمنی، به دور از مؤثر بودن، اگر برای مهار کودکان خردسال استفاده شوند، خطرناک هستند. با توجه به این موضوع، بسیاری از متخصصان پزشکی و حوزه‌های قضایی توصیه یا الزام می‌کنند که کودکان زیر سن، قد و/یا وزن خاص در صورت لزوم در صندلی کودک و/یا در صندلی عقب سوار شوند.
مقررات ECE اروپا دربارهٔ کودکان زیر ۱۵۰ سانتی‌متر حکم می‌کند که صندلی کودک مناسب با وزن آنها باید استفاده شود. هر کشور انطباق‌های خود را از این مقررات دارد. به عنوان مثال، در بریتانیا، کودکان باید تا ۱۳۵ سانتی‌متری با صندلی کودک سفر کنند یا به سن ۱۲ سالگی برسند. به عنوان مثال دیگر، در اتریش، راننده وسایل نقلیه مسافربری مسئولیت افراد کمتر از ۱۵۰ سانتی‌متر و زیر ۱۴ سال را در مورد صندلی ایمنی مناسب کودک بعهده دارد. علاوه بر این، کودکان زیر ۳ سال مجاز به سوار شدن در وسیله نقلیه سواری بدون «سیستم امنیتی» (که در عمل به این معنی است که وسیله نقلیه به هیچ گونه کمربند ایمنی یا سیستم فنی مانند ایزوفیکس مجهز نیست) نیستند، در حالی که کودکان بین ۳ تا ۱۴ سال باید روی صندلی عقب سوار شوند.
در سوئد یک بزرگسال یا کودک کمتر از ۱۴۰ سانتی‌متر قانوناً حق سوار شدن در مکانی با کیسه هوا فعال در جلویش را ندارد.
اکثر متخصصان پزشکی و مهندسان بیومکانیک موافقند که کودکان زیر دو سال اگر با صندلی کودک رو به عقب سفر کنند بسیار ایمن تر هستند.
قفل‌های ایمنی کودک و کنترل‌های قفل شیشه برقی کنترل شده توسط راننده از باز کردن درها و پنجره‌ها از داخل وسیله نقلیه توسط کودکان جلوگیری می‌کند.

#### نوزادان رها شده در خودرو
اگر کودکان خیلی کوچک در ماشین پارک شده بدون مراقبت رها شوند، چه عمداً یا به دلیل غیبت، ممکن است در اثر گرما یا سرما از دچار مرگ شوند. در سال ۲۰۰۴ میلادی، NHTSA ایالات متحده ۲۵ مرگ و میر در سال را در میان کودکانی که در ماشین‌های داغ رها می‌شوند را تخمین زده.

### رانندگان نوجوان
در انگلستان، گواهینامه رانندگی کامل را می‌توان در سن ۱۷ سالگی داشت، و اکثر مناطق در ایالات متحده گواهینامه رانندگی کامل را در سن ۱۶ سالگی صادر می‌کنند و همه آنها در محدوده ۱۴ تا ۱۸ سالگی هستند. رانندگان نوجوان علاوه بر اینکه نسبتاً بی تجربه هستند، در مقایسه با رانندگان بزرگسال از نظر شناختی نیز نابالغ هستند. این ترکیب منجر به نرخ تصادف نسبتاً بالایی در بین این جمعیت می‌شود.
در برخی مناطق، وسایل نقلیه رانندگان تازه‌کار باید دارای یک علامت هشدار باشد تا به سایر رانندگان هشدار دهد که وسیله نقلیه توسط یک راننده بی‌تجربه و دانش‌آموز هدایت می‌شود و این فرصت را به آنها می‌دهد تا محتاط‌تر باشند و سایر رانندگان تشویق می‌شوند که به تازه‌کارها آزادی عمل بیشتری بدهند. در نیوجرسی ایالات متحده قانون «Kyleigh» بیان می‌کند که رانندگان نوجوان باید یک برچسب بر روی وسیله نقلیه خود داشته باشند.

### شرایط پزشکی
بر اساس مطالعه ای که در سال ۲۰۱۷ میلادی در مجموعه مقاله‌های کلینیک مایو منتشر شد، اگرچه اکثر رانندگان با شرایط پزشکی رانندگان ایمن بودند، رانندگانی که شرایط روانی یا سوء مصرف مواد داشتند به ویژه در معرض خطر بالاتر رانندگی ناایمن بودند. این مطالعه همچنین گزارش داد که رانندگان مبتلا به بیماری‌های عصبی اکثریت کل جمعیت مورد مطالعه (بلژیک) بودند که برای ارزیابی رانندگی ارجاع شدند، اما ناایمن‌ترین رانندگان نبودند.

### افراد مُسّن
آمار بیمه در ایالات متحده حاکی از افزایش ۳۰ درصدی تعداد سالمندان کشته شده در مقایسه با سال ۱۹۷۵ تا ۲۰۰۰ میلادی بوده‌است. چندین ایالت نیاز به آزمایش اضافی برای رانندگان مسن دارند. بر اساس هر راننده، تعداد تصادفات کشنده و کلی با افزایش سن کاهش می‌یابد، به استثنای برخی از رانندگان بالای ۷۵ سال روند کلی ممکن است به دلیل تجربه بیشتر و اجتناب از رانندگی در شرایط نامطلوب باشد. با این حال، بر اساس هر مایل سفر، رانندگان کمتر از ۲۵ تا ۳۰ سال و مسن تر از ۶۵ تا ۷۰ سال، نرخ تصادف بالاتری دارند. بقای تصادفات با افزایش سن قربانی به‌طور یکنواخت کاهش می‌یابد.
یک مشکل رایج برای سالمندان این سؤال است که چه زمانی یک وضعیت پزشکی یا پیری بیولوژیکی به اندازه کافی مشکل جدی ایجاد می‌کند که فرد باید رانندگی را متوقف کند. در برخی موارد، این به معنای کنار گذاشتن استقلال شخصی است، اما در مناطق شهری اغلب به معنای تکیه بیشتر به حمل و نقل عمومی است. بسیاری از سیستم‌های حمل و نقل، کرایه‌های با تخفیف را به افراد مسن ارائه می‌دهند، و برخی از دولت‌های محلی «مسافرت‌های ویژه و ارشد» را به‌طور خاص برای این جمعیت هدف قرار می‌دهند.

## برنامه‌های خودرو
در حالی که معمولاً در نظر گرفته می‌شود که راننده در هنگام وقوع تصادف مسئولیت دارد، وسیله نقلیه نیز می‌تواند در تصادفات، تا ۳٪ تا ۵٪ از تصادفات، نقش داشته باشد (در ایالات متحده).
دو نوع برنامه وجود دارد: برنامه ارزیابی خودروی جدید برای خودروهای جدید و بازرسی خودرو برای سایرین.

### NCAP

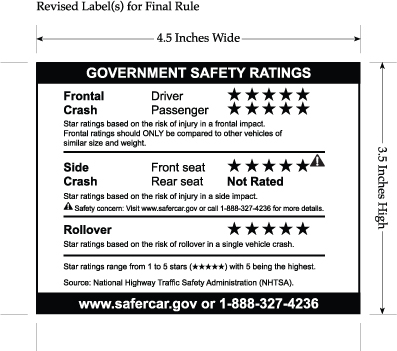
برچسب اطلاعات مصرف‌کننده برای وسیله نقلیه با حداقل یک ستاره NCAP

برنامه ارزیابی خودروی جدید(New Car Assessment Program) یک برنامه ایمنی خودرو دولتی یا سازمانی است که وظیفه آن ارزیابی طرح‌های جدید خودرو برای عملکرد در برابر تهدیدات ایمنی مختلف است.
دو NCAP معروف عبارتند از برنامه ارزیابی خودروهای جدید ایالات متحده (United States New Car Assessment Program) از سال ۱۹۷۸ میلادی و برنامه ارزیابی خودروهای جدید اروپا یا همان یورو ان‌سی‌ای‌پی از سال ۱۹۹۷ میلادی.

### بازرسی قانونی خودرو
بازرسی خودرو رویه ای است که توسط دولت‌های ملی یا محلی در بسیاری از کشورها اجباری شده‌است و در آن یک وسیله نقلیه برای اطمینان از مطابقت آن با مقررات مربوط به ایمنی، آلایندگی یا هر دو بازرسی می‌شود. بازرسی می‌تواند در زمان‌های مختلف مورد نیاز باشد، به عنوان مثال، به صورت دوره ای یا در مورد انتقال مالکیت یک وسیله نقلیه.
در صورت نیاز به صورت دوره‌ای، می‌توان آن را بازرسی دوره‌ای وسایل نقلیه موتوری، یا تست MOT در بریتانیا، یا تست معاینه فنی (roadworthiness test in EU) در دستورالعمل‌های اتحادیه اروپا نامید. فواصل معمول بازرسی هر دو سال (در اتحادیه اروپا) و هر سال (در انگلستان) است. هنگامی که یک خودرو از بازرسی عبور می‌کند، اغلب یک برچسب روی شیشه جلو یا پلاک خودرو قرار می‌گیرد تا کنترل‌های بعدی ساده شود، اما در برخی کشورها (مانند هلند از سال ۱۹۹۴) این دیگر ضروری نیست.
خودروها در زمان بازرسی در ایستگاه‌های بازرسی آزمایش می‌شوند. اکثر برچسب‌های بازرسی ایالات متحده، شماره ماه و سال را نشان می‌دهند. در دستورالعمل‌های اتحادیه اروپا به آنها مرکز تست می‌گویند.
بازرسی خودرو در ایالات متحده نیز وجود دارد.
در ویکتوریا، استرالیا، ویژگی‌های ایمنی بررسی شده شامل ساختار خودرو، لاستیک‌ها (عمق آج)، چرخ‌ها، موتور، فرمان، سیستم تعلیق، ترمزها، و چراغ‌ها و کمربند ایمنی است.

### سایر اقدامات ایمنی
لاستیک‌ها باید به‌طور مرتب بررسی شوند. بررسی تایر یک اقدام مهم است، زیرا تایرها تنها نقاط تماسی مستقیم بین خودرو و جاده هستند و برای کاهش سرعت اهمیت دارند.
در مناطق با برف، مانند انگلستان یا آلمان، لاستیک‌هایی خاص نقاط برفی ممکن است برای ایمنی استفاده شوند.